# Jim Clark
James Clark Jr., detto Jim o anche Jimmy (Kilmany, 4 marzo 1936 – Hockenheim, 7 aprile 1968), è stato un pilota automobilistico britannico, vincitore dei campionati mondiali 1963 e 1965 di Formula 1 con la scuderia Lotus e della 500 miglia di Indianapolis 1965.
Soprannominato «lo scozzese volante» (in inglese The flying Scotsman), il suo stile di guida si basava sulla sua velocità: non aveva una particolare tattica di gara ma otteneva spesso la pole position e poi partiva sempre molto forte guadagnando, già nel primo giro, un notevole margine di vantaggio sugli inseguitori, quindi se la macchina non aveva problemi meccanici, procedeva continuando a migliorare i tempi sul giro. Pilota molto versatile, riusciva a portare al limite macchine diverse adeguando la sua guida secondo il tipo di vettura.
Detiene tutt'oggi il record per il maggior numero di Grand Chelem (8), ovvero Gran Premi in cui si ottengono pole position, giro veloce e vittoria rimanendo in testa dal primo all’ultimo giro. È considerato uno dei migliori piloti nella storia dell'automobilismo.

## Carriera

### Gli inizi
Jim Clark era l'unico figlio maschio di una ricca famiglia di agricoltori scozzesi, James Clark Sr. ed Helen Rorie Niven. La sua passione per le corse iniziò quando un amico del padre gli fece provare una Porsche. Nel 1956 iniziò a correre, tenendo all'oscuro i suoi genitori, con una Sunbeam, per poi passare a una DKW e in seguito a una Porsche 1600. Nel 1958 cominciò a prendere parte a eventi nazionali a bordo di una Jaguar D-Type affidatagli da John Scott Watson e Jock McBain direttore della scuderia Border Reivers. Durante lo stesso anno ebbe modo di affrontare in pista lo stesso Colin Chapman, l'uomo che lo lanciò nel mondo della Formula 1.
Il costruttore inglese, impressionato dalle capacità del pilota scozzese, gli offrì di provare una sua monoposto, ma un incidente di cui fu vittima Graham Hill con la stessa vettura fatta provare a Clark, lo spinse a interessarsi alle vetture sport e fino alla fine del 1959 corse 106 gare in questa categoria, vincendone 49, alternandosi alla guida di una Lister Jaguar e di una Lotus Elite; prese parte anche alla 24 Ore di Le Mans concludendo al decimo posto, secondo di classe. Durante il Tourist Trophy dello stesso anno si trovò a confrontarsi con il pilota per cui Clark aveva ammirazione, per il suo modo di affrontare le curve: Masten Gregory. Dopo quell'esperienza Clark si rese conto che poteva facilmente batterlo.

### Formula 1
L'intera carriera in Formula 1 di Clark è stata disputata con la Lotus di Colin Chapman, per la quale ha corso dal 1960 al 1968. Nell'inverno che precedette la stagione 1960 Clark effettuò una prova a Goodwood con l'Aston Martin, ma non si arrivò a un accordo perché la casa si ritirò dalle competizioni, quindi trovò un accordo con Chapman per correre in Formula 1 e in Formula Junior. Lo scozzese esordì nel campionato della massima formula al Gran Premio d'Olanda, partecipando ad altre cinque gare e cogliendo anche il primo podio al Gran Premio del Portogallo, e nel frattempo vinse, nella stessa stagione, due campionati britannici della Junior, uno ex aequo con Trevor Taylor.
1961
Nel 1961 il regolamento della F1 ridusse la cilindrata dei motori delle monoposto da 2 500 a 1500 cc; Si ritenne che con l'abbassamento delle potenze si sarebbero penalizzati i piloti più bravi, producendo anche un livellamento verso il basso delle prestazioni, invece Clark fu in grado di fare la differenza proprio con queste vetture. Quell'anno ottenne due podi, in Olanda e in Francia, e la prima vittoria in una gara di Formula 1, seppure fuori campionato, al Gran Premio di Pau, ma sul finire dell'annata fu protagonista di un episodio drammatico: al Gran Premio d'Italia ebbe una collisione presso la curva Parabolica, con la Ferrari di Wolfgang von Trips che uscì di pista, causando la morte del pilota e di 14 spettatori.
1962

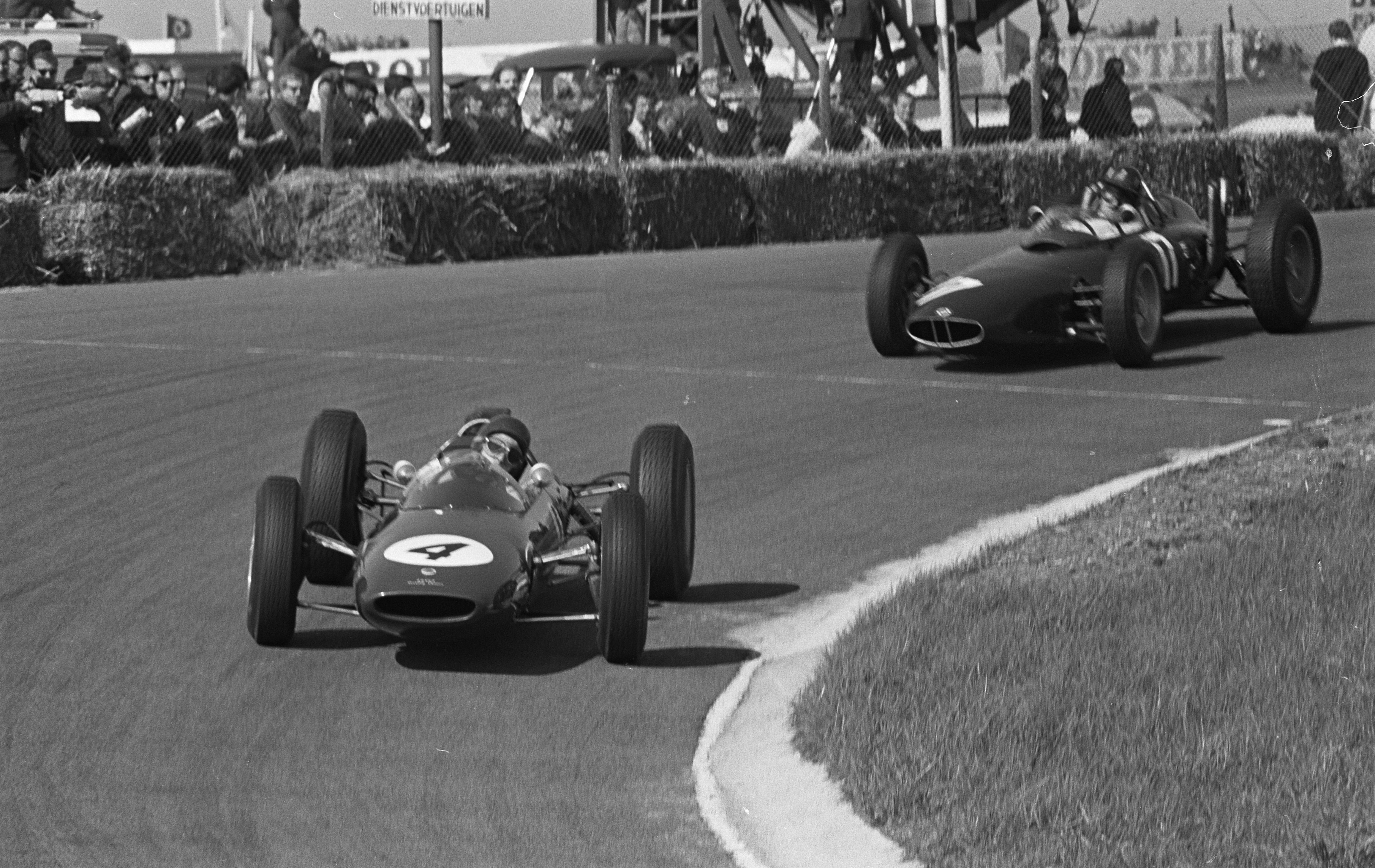
Clark impegnato con la sua Lotus al Gran Premio d'Olanda 1962

Nella prima gara del 1962 debuttò la Lotus 25, prima vettura di F1 con telaio monoscocca e così essenziale da sembrare "cucita" attorno al pilota. Clark ne divenne il miglior interprete e dopo le prime vittorie il binomio uomo-macchina fu soprannominato Jim 25. La prima vittoria in campionato fu al Gran Premio del Belgio su una delle piste più impegnative, quella di Spa-Francorchamps, dove studiò il circuito per i primi cinque giri, perché aveva potuto provare poco, e poi riuscì a superare quattro concorrenti in un solo giro e andò a vincere indisturbato. Il giornalista e pilota Paul Frère lo considerò un modo di guidare "degno di chi io considero il successore di Stirling Moss".
Vinse in Gran Bretagna e compì due imprese al Nürburgring, sotto la pioggia: al Gran Premio di Germania, dimenticò di azionare la pompa della benzina e partì male passando in ritardo di 55 secondi al primo giro, ma poi fece una rimonta che lo portò a 14 secondi dai primi dopo nove giri, salvo accontentarsi del quarto posto quando si rese conto di non poterli più raggiungere. Solo qualche mese prima, sulla stessa pista e sempre sotto la pioggia, aveva partecipato a una gara sport con una Ford Cortina Lotus e per i primi giri era riuscito a stare davanti alle più potenti Ferrari e Porsche, affrontando le curve in modo tale da far alzare le ruote interne da terra, ma la vittoria gli sfuggì per un'uscita di pista dovuta al disinserimento del cambio. Nel finale del campionato si trovò a dover vincere le ultime due gare per ottenere il titolo: ci riuscì a Watkins Glen, ma dovette ritirarsi al Gran Premio del Sudafrica a causa di una perdita d'olio del motore, dopo aver dominato per 60 giri. Per questo ritiro Chapman accusò la Coventry Climax di non aver serrato con cura un bulloncino.
1963
Il 1963 fu un anno ricco di vittorie: Clark alla guida della Lotus 25, dopo il primo Gran Premio andato a vuoto, vinse tutte le gare a eccezione dei Gran Premi di Germania e degli Stati Uniti dove arrivò a podio: furono sette vittorie su dieci gare in calendario, record dell'epoca di vittorie stagionali. La sua superiorità fu tale che ottenne il massimo dei punti ottenibile in base alle regole vigenti, che contavano solo i migliori sei piazzamenti stagionali e non gli venne contata una delle sette vittorie ai fini del punteggio. Questi risultati dettero alla Lotus il primo successo nel Campionato del Mondo piloti e nella Coppa Costruttori. Clark vinse anche altre cinque gare fuori campionato e partecipò alla 500 Miglia di Indianapolis dove giunse secondo, per aver confidato troppo nel regolamento che non fu rispettato, ottenendo il riconoscimento di Rookie of the year riservato al miglior esordiente.
1964
L'anno successivo non fu altrettanto fortunato. Al primo Gran Premio della stagione a Monaco, mentre era in testa, si ruppe la barra stabilizzatrice posteriore provocandogli sovrasterzo in entrata di curva e un leggero sottosterzo in uscita; Clark ovviava accelerando violentemente a metà curva e in queste condizioni segnò, al 27º giro, il miglior tempo fino a quel momento, ma al 36º giro fu fatto fermare dai box dopo che la barra si era messa in posizione pericolosa. Una volta tranciata via la barra ripartì, ma a 3 giri dalla fine a cedere fu il motore troppo stressato nel tentativo di rimonta. Fu classificato al quarto posto a quattro giri dal vincitore. Durante la stagione ottenne 3 vittorie, ma anche altri 3 ritiri per guasti meccanici che gli impedirono di confermare il mondiale, pur restando in lizza fino all'ultima gara. Anche a Indianapolis fu protagonista di un pauroso incidente per la rottura di un mozzo. Vinse il British Touring Car Championship con una Ford Cortina Lotus.
1965

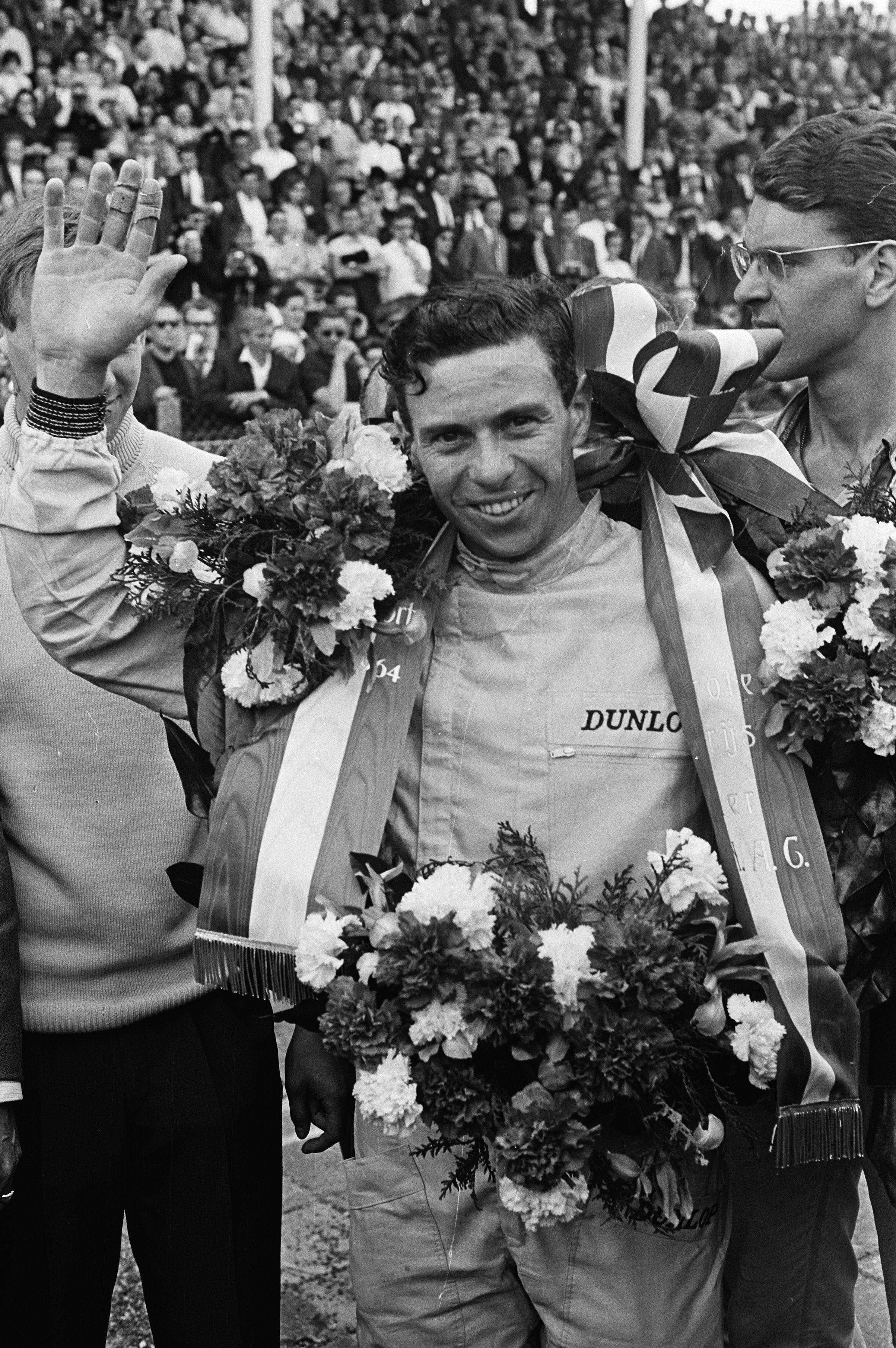
Clark dopo la vittoria del Gran Premio d'Olanda 1965

Nel 1965 Clark bissò la vittoria del campionato del mondo con la Lotus 33, vincendo la prima gara in Sudafrica; poi non partecipò al Gran Premio di Monaco per andare a Indianapolis, dove portò la Lotus 38 a vincere la 500 Miglia, prima volta di una vettura a motore posteriore, e riprese il campionato vincendo le cinque gare successive e raggiungendo di nuovo il massimo dei punti realizzabili, tre mesi prima della fine del campionato e con essi la matematica certezza della vittoria finale. Tre di queste vittorie le ottenne precedendo il giovane conterraneo Jackie Stewart, un vertice mai più raggiunto dall'automobilismo scozzese.

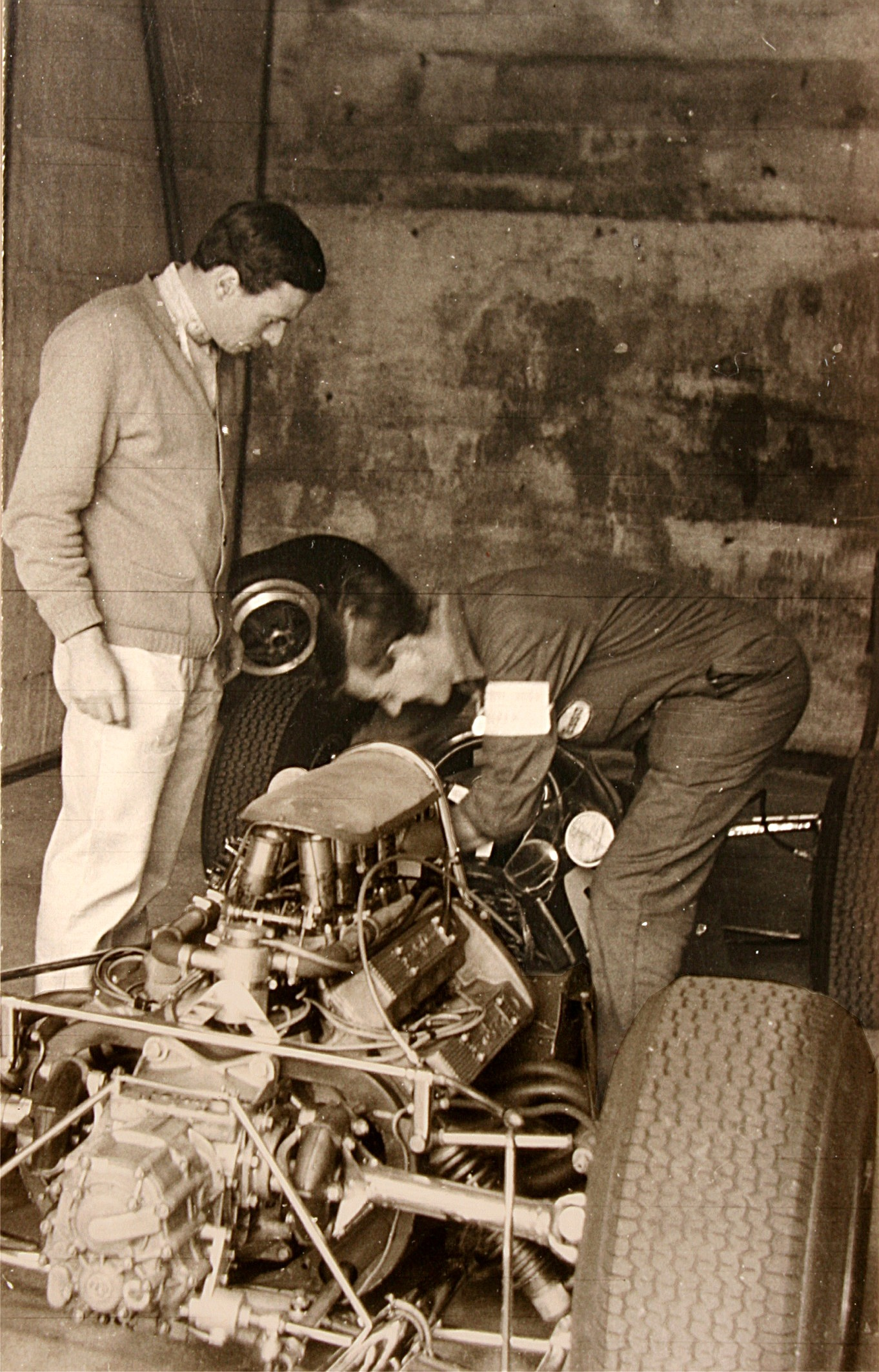
Clark (a sinistra) insieme a un meccanico nel 1965

A oggi Clark è l'unico pilota ad aver vinto il mondiale di F1 e la 500 Miglia di Indianapolis nello stesso anno. La celebrità raggiunta era tale che il 9 luglio 1965 fu ritratto sulla copertina del settimanale statunitense Time.
1966
Nel 1966 il nuovo regolamento tecnico impose l'innalzamento della cilindrata dei motori da 1 500 a 3000 cc e molte squadre, come la Lotus, che avevano usato fino ad allora il Coventry Climax si trovarono impreparate. In effetti la Lotus aveva ordinato per tempo il motore da 3000 cc che la BRM stava preparando, ma il motore non fu pronto a inizio stagione, così Clark iniziò la stagione con la Lotus 33, dotata di un Coventry Climax maggiorato a 2000 cc e fu comunque in grado di ottenere la pole position nella gara inaugurale a Monaco.
Dopo alcune prestazioni opache riuscì in Olanda a stare in testa, davanti alla Brabham-Repco da 3000 cc del pilota e costruttore Jack Brabham, fino al 70º giro quando cominciò ad avere problemi di motore, ma per riuscirci dovette guidare in modo molto arrischiato come attestò Peter Arundell:"A un dato momento lo vidi sbucare in cima al colle con la macchina in diagonale lanciata a tutta birra. La mantenne in quella posizione per tutto il tratto che lo separava dalla curva destra di Schievlak, dove fu costretto a frenare con la macchina per traverso. Se bisogna guidare a quel modo per poter vincere preferisco arrivare ultimo".
Verso fine stagione fu approntato il complicato motore BRM H16 con cui Clark vinse il Gran Premio degli Stati Uniti, unica vittoria in F1 di un motore a 16 cilindri.
1967
Anche nel 1967 Clark usò diversi tipi di vetture e di motori: la Lotus-BRM per la prima gara in Sudafrica, poi la vecchia Lotus 33 per Montecarlo. A quel punto iniziò la collaborazione con la Cosworth, che aveva realizzato un 8 cilindri con marchio Ford per il sostegno economico dato dalla casa automobilistica statunitense. Sulle Lotus venne quindi installato il Cosworth DFV, destinato a diventare il motore di maggior successo nella storia della Formula 1: la prima vittoria fu appannaggio di Clark con la Lotus 49 al Gran Premio d'Olanda.
In questa stagione Clark si rese protagonista di una straordinaria rimonta in occasione del Gran Premio d'Italia: attardato da una foratura, recuperò oltre un giro ai primi e giunse nei giri finali sulla scia dei piloti di testa, Brabham e Surtees (che vinse, con la Honda), superandoli a pochi giri dal termine: un calo nella pressione della benzina gli sottrasse una sicura vittoria, relegandolo al terzo posto, ma la prestazione fu tale che spinse la folla italiana a portarlo in trionfo. Protagonista assoluto di quella corsa, abbassò il record sul giro - risalente all'anno precedente - di 3 secondi e 9 decimi.

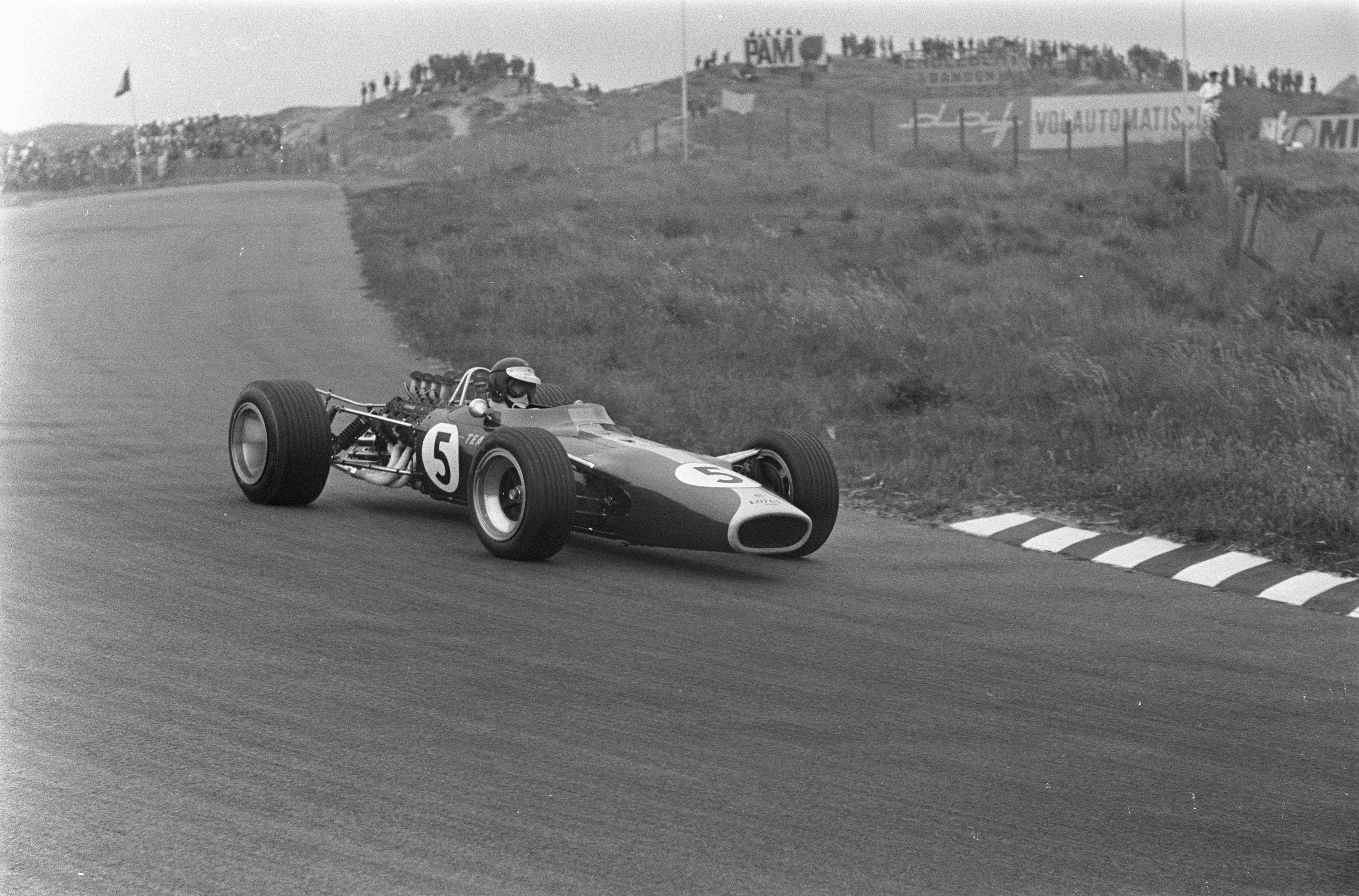
Clark al Gran Premio d'Olanda 1967

A fine stagione Clark poté contare quattro vittorie nei Gran Premi, tra cui la quinta affermazione nel Gran Premio di Gran Bretagna; considerando che Clark non ha mai vinto il Gran Premio di Monaco si verifica un caso statistico che lo lega al rivale inglese Graham Hill, infatti questi ha vinto cinque volte a Monaco, ma mai nel Gran Premio di casa.
1968
Jim Clark iniziò la stagione 1968 con una vittoria nel primo Gran Premio disputatosi a Kyalami, coadiuvato da una Lotus particolarmente competitiva. Tutto faceva pensare a un campionato dominato dal campione scozzese, ma il 7 aprile, durante una gara di Formula 2 (il campionato osservava quattro mesi di stop dopo la tappa sudafricana) a Hockenheim in Germania, ebbe l'incidente fatale. Le cause non furono mai accertate, anche se l'ipotesi più verosimile è quella del cedimento meccanico. L'unica testimonianza fu quella di Chris Irwin che si trovava poco più indietro: «Non riesco a spiegarmi come sia potuta avvenire la tragedia. Ho visto la macchina di Clark uscire di pista proprio all'inizio della curva denominata Coda di gambero. La macchina ha rotolato su sé stessa più volte poi si è schiantata tra gli alberi.».
Successivamente Colin Chapman fece una possibile ricostruzione basata sul fatto che, secondo alcuni esperti di disastri aerei, la gomma posteriore destra presentasse un danno non dovuto probabilmente all'urto, ma antecedente allo stesso. Secondo il costruttore, una foratura lenta avrebbe portato alla fuoriuscita del copertone dal cerchio o lo scoppio della camera d'aria raggiunta una certa velocità nel veloce curvone a destra. Un incidente simile successe a Graham Hill l'anno successivo, quando sul circuito di Watkins Glen non si accorse (a differenza del pubblico) di una foratura lenta dovuta a un'uscita di strada e, raggiunta nuovamente una velocità oltre i duecento orari, perse il copertone uscendo di strada e subendo gravi ferite.

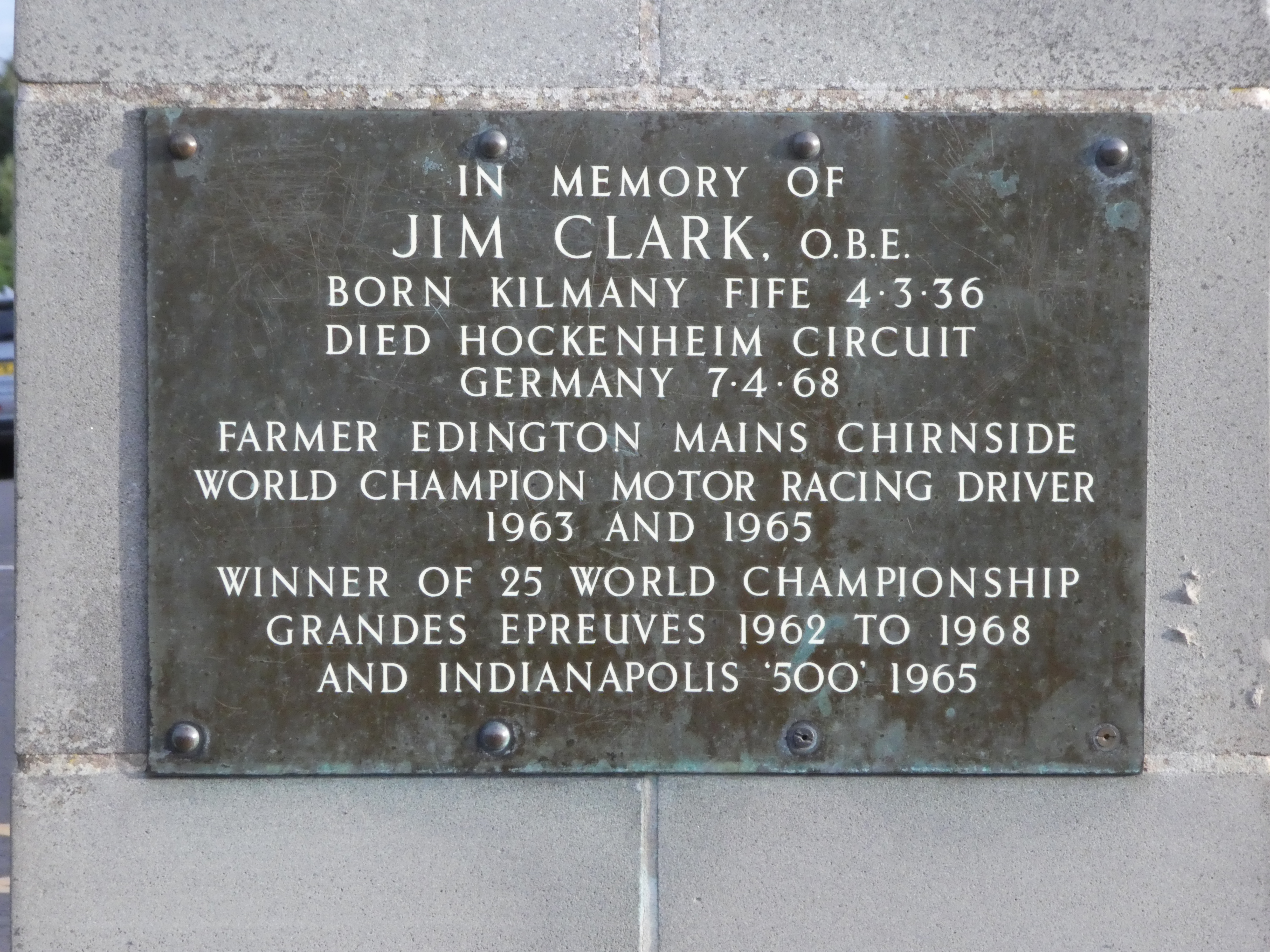
Una targhetta commemorativa di Jim Clark

La curva dell'incidente sarà poi ridenominata "Jim Clark Curve" e dotata di quei guard rail che avrebbero potuto salvargli la vita.
Occorre aggiungere che la presenza di Clark in quella gara di Formula 2 in terra tedesca fu assai strana. Tanto più se si pensa che decise di parteciparvi all'ultimo minuto, rinunciando a correre la contemporanea e ben più prestigiosa 500 miglia di Brands Hatch, alla quale si era da tempo iscritto e per la quale avrebbe dovuto portare in gara la "GT40 Mk IV", messagli a disposizione dalla Ford. Alcuni storici avanzano l'ipotesi che Clark volesse evitare di tornare in Patria, a causa di un aspro contenzioso legale avviato dal fisco inglese.
Durante la sua carriera in Formula 1 Clark ha preso il via in 72 Gran Premi (su 73 partecipazioni) vincendone 25, con 33 pole position, e detiene il record dei Grand Chelem, i Gran Premi in cui si ottiene la vittoria stando sempre al comando oltre alla pole e al giro più veloce in gara, cosa che ha fatto per 8 volte, ma ha gareggiato e vinto con molti altri tipi di auto e in molte differenti serie automobilistiche tra cui la Tasman Series, che si svolgeva in Oceania nei mesi invernali, dove è stato campione per tre volte. Jim Clark è sepolto nel cimitero di Chirnside, nel Berwickshire. Gli è stato dedicato un piccolo museo a Duns, conosciuto come The Jim Clark Room.

## Risultati in Formula 1
| 1960 | Scuderia | Vettura |  |  |  |     |   |   |    |   |  |    |  |  | Punti | Pos. |
| ---- | -------- | ------- |  |  |  | --- | - | - | -- | - |  | -- |  |  | ----- | ---- |
| 1960 | Lotus    | 18      |  |  |  | Rit | 5 | 5 | 16 | 3 |  | 16 |  |  | 8     | 10º  |

| 1961 | Scuderia | Vettura |    |   |    |   |     |   |     |   |  |  |  |  | Punti | Pos. |
| ---- | -------- | ------- | -- | - | -- | - | --- | - | --- | - |  |  |  |  | ----- | ---- |
| 1961 | Lotus    | 21      | 10 | 3 | 12 | 3 | Rit | 4 | Rit | 7 |  |  |  |  | 11    | 7º   |

| 1962 | Scuderia | Vettura |   |     |   |     |   |   |     |   |     |  |  |  | Punti | Pos. |
| ---- | -------- | ------- | - | --- | - | --- | - | - | --- | - | --- |  |  |  | ----- | ---- |
| 1962 | Lotus    | 25      | 9 | Rit | 1 | Rit | 1 | 4 | Rit | 1 | Rit |  |  |  | 30    | 2º   |

| 1963 | Scuderia | Vettura |   |   |   |   |   |   |   |   |   |   |  |  | Punti   | Pos. |
| ---- | -------- | ------- | - | - | - | - | - | - | - | - | - | - |  |  | ------- | ---- |
| 1963 | Lotus    | 25      | 8 | 1 | 1 | 1 | 1 | 2 | 1 | 3 | 1 | 1 |  |  | 54 (73) | 1º   |

| 1964 | Scuderia | Vettura |   |   |   |     |   |     |     |    |   |   |  |  | Punti | Pos. |
| ---- | -------- | ------- | - | - | - | --- | - | --- | --- | -- | - | - |  |  | ----- | ---- |
| 1964 | Lotus    | 25 e 33 | 4 | 1 | 1 | Rit | 1 | Rit | Rit | 15 | 7 | 5 |  |  | 32    | 3º   |

| 1965 | Scuderia | Vettura |   |  |   |   |   |   |   |    |     |     |  |  | Punti | Pos. |
| ---- | -------- | ------- | - |  | - | - | - | - | - | -- | --- | --- |  |  | ----- | ---- |
| 1965 | Lotus    | 33 e 25 | 1 |  | 1 | 1 | 1 | 1 | 1 | 10 | Rit | Rit |  |  | 54    | 1º   |

| 1966 | Scuderia | Vettura |     |     |    |   |   |     |     |   |     |  |  |  | Punti | Pos. |
| ---- | -------- | ------- | --- | --- | -- | - | - | --- | --- | - | --- |  |  |  | ----- | ---- |
| 1966 | Lotus    | 33 e 43 | Rit | Rit | NP | 4 | 3 | Rit | Rit | 1 | Rit |  |  |  | 16    | 6º   |

| 1967 | Scuderia | Vettura     |     |     |   |   |     |   |     |     |   |   |   |  | Punti | Pos. |
| ---- | -------- | ----------- | --- | --- | - | - | --- | - | --- | --- | - | - | - |  | ----- | ---- |
| 1967 | Lotus    | 43, 33 e 49 | Rit | Rit | 1 | 6 | Rit | 1 | Rit | Rit | 3 | 1 | 1 |  | 41    | 3º   |

| 1968 | Scuderia | Vettura |   |  |  |  |  |  |  |  |  |  |  |  | Punti | Pos. |
| ---- | -------- | ------- | - |  |  |  |  |  |  |  |  |  |  |  | ----- | ---- |
| 1968 | Lotus    | 49      | 1 |  |  |  |  |  |  |  |  |  |  |  | 9     | 11º  |

| Legenda | 1º posto     | 2º posto | 3º posto    | A punti         | Senza punti/Non class.  | Grassetto – Pole position Corsivo – Giro più veloce |
| Legenda | Squalificato | Ritirato | Non partito | Non qualificato | Solo prove/Terzo pilota | Grassetto – Pole position Corsivo – Giro più veloce |

### Record in Formula 1
| Record                                                                       | Numero/Data |
| ---------------------------------------------------------------------------- | --- |
| Maggior numero di Grand Chelem                                               | 8 |
| Maggior numero di Grand Chelem consecutivi                                   | 2 (Olanda 1963–Francia 1963 e Francia 1965–Germania 1965); a pari merito con Alberto Ascari (1952) e Sebastian Vettel (2013) |
| Più alta percentuale di punti ottenuti rispetto ai possibili in una stagione | 100% (1963 e 1965, 54/54); a pari merito con Alberto Ascari (1952)                                                           |
| Più alta percentuale di giri in testa in una stagione                        | 71,47% (1963, 506/708) |

## Riconoscimenti
- BRDC International Trophy 1963
- International Motorsports Hall of Fame 1990
- Motorsports Hall of Fame of America 1990[20]